# Лунга (річка)
Лунга — річка в Молдові. Ліва притока річки Ялпугу (басейн Дунаю).

## Опис
Довжина річки 82,79 км. Формується декількома притоками та загатами. На деяких ділянках річка пересихає.

## Розташування
Бере початок на південно-східній стороні від села Чок-Майдан. Спочатку тече на південний схід поміж селом Башкалія та містом Бессарабкою. Далі тече переважно на південний захід через села Кірієт-Лунга, Бешгіоз, місто Чадир-Лунга і на південно-східній стороні від села Алуату впадає в річку Ялпуг.

## Цікаві факти
- На річці є газгольдери та газові свердловини[2].